# Шпирнов, Роман Викторович
Роман Викторович Шпирнов (укр. Роман Вікторович Шпірнов; 20 марта 1973, Прага, Чехия) — украинский футболист и тренер.

## Биография

### Клубная карьера
Играл на позиции защитника в командах «Лада» (Черновцы), «Буковина» (Черновцы), «Галичина» (Дрогобыч), ФК «Славутич». В «Буковине» дебютировал в 1992 году. За черновицкую команду сыграл 237 матчей, в которых забил 14 голов. Защищал цвета буковинцев в том числе и в сезонах 1992/93 и 1993/94, когда этот клуб выступал в высшей лиге.

### Тренерская карьера
С февраля 2011 года по август 2013 года работал администратором ФСК «Буковина». С сентября 2013 года — тренер «Буковины». 29 мая 2016 года назначен исполняющим обязанности главного тренера черновицкой команды. 30 июня 2016 года новым главным тренером «Буковины» стал Сергей Шищенко, а Роман Викторович вошёл в его тренерский штаб. А после отставки Сергея Юрьевича до назначения нового наставника, Роман Шпирнов занимался подготовкой команды к весенней части чемпионата. В новом тренерском штабе занимал прежнюю должность, также параллельно выполнял функции и администратора команды.

## Достижения
- Победитель Второй лиги Украины (1): 1999/00

## Статистика
| Украина           | Матчи | Количество забитых мячей |
| ----------------- | ----- | ------------------------ |
| Высшая лига       | 46    | 0                        |
| Кубок             | 10    | 0                        |
| Первая лига       | 153   | 8                        |
| Вторая лига       | 55    | 9                        |
| Кубок Второй лиги | 5     | 0                        |
| Всего за карьеру  | 269   | 17                       |